# Arquias de Chipre
Arquias (en griego antiguo: Ἀρχίας) fue el gobernador (strategos) de Chipre bajo el reinado de Ptolomeo VI Filométor en el siglo II a. C..
Poco se sabe de la vida de Arquias vida. Viajó con Ptolomeo a Roma en 164 a. C., y asumió su cargo en Chipre en 163 a. C. Los seléucidas siempre tuvieron vista puesta en la isla, y en 155 a. C. Demetrio I Sóter le dio a Arquias un soborno de 500 talentos para que traicionase la isla. Arquias fue descubierto y llevado a juicio. Antes que el juicio determinase su culpabilidad o inocencia, Arquias se ahorcó. Aunque el año 155 a. C. tradicionalmente se ha considerado la fecha de su muerte, varios eruditos han fechado su suicidio entre 158 y 154 a. C..
Se decía que este acontecimiento había inspirado el adagio del humanista del renacimiento holandés Erasmo, "Inanium inania consilia" ("consejo vano de personas vanas"), dicho cuando a una persona de poca inteligencia se le frustran los planes.  